# 18302 Korner
18302 Korner este o planetă minoră (asteroid) din centura de asteroizi. A fost descoperită pe 16 martie 1980 la Observatorul La Silla de Claes-Ingvar Lagerkvist⁠(d). 
Obiectul prezintă o orbită caracterizată de o semiaxă mare de 2,7500663 UAi, o excentricitate de 0,11, o înclinație de 9,04479 ° în raport cu ecliptica.